# 10e étape du Tour d'Italie 2004
Pour un article plus général, voir Tour d'Italie 2004.
La 9e étape du Tour d'Italie 2004 a eu lieu le 18 mai 2004 entre la ville de Porto Sant'Elpidio et celle de Ascoli Piceno sur une distance de 146 km. Elle a été remportée au sprint par l'Italien Alessandro Petacchi (Fassa Bortolo) devant son compatriote Marco Zanotti (Vini Caldirola-Nobili Rubinetterie) et le Letton Andris Naudužs (Domina Vacanze). Damiano Cunego (Saeco) conserve le maillot rose de leader à l'issue de l'étape du jour.

## Classement de l'étape
| \| Classement de l'étape \| Classement de l'étape \| Classement de l'étape \| Classement de l'étape \| Classement de l'étape \| \| Coureur \| Coureur \| Pays \| Équipe \| Temps \| \| --------------------- \| --------------------- \| --------------------- \| ---------------------------------- \| --------------------- \| \| 1er \| Alessandro Petacchi \| Italie \| Fassa Bortolo \| 3 h 24 min 17 s \| \| 2e \| Marco Zanotti \| Italie \| Vini Caldirola-Nobili Rubinetterie \| + 0 s \| \| 3e \| Andris Naudužs \| Lettonie \| Domina Vacanze \| + 0 s \| \| 4e \| Magnus Bäckstedt \| Suède \| Alessio-Bianchi \| + 0 s \| \| 5e \| Alejandro Borrajo \| Argentine \| Ceramica Panaria-Margres \| + 0 s \| \| 6e \| Ján Svorada \| Tchéquie \| Lampre \| + 0 s \| \| 7e \| Aliaksandr Usau \| Biélorussie \| Phonak Hearing Systems \| + 0 s \| \| 8e \| Olaf Pollack \| Allemagne \| Gerolsteiner \| + 0 s \| \| 9e \| Simone Cadamuro \| Italie \| De Nardi-Piemme Telekom \| + 0 s \| \| 10e \| Manuele Mori \| Italie \| Saunier Duval-Prodir \| + 0 s \| |                     |             |                                    |                 |
| |                     |             |                                    |                 |
| |                     |             |                                    |                 |
| Classement de l'étape |                     |             |                                    |                 |
| Coureur | Coureur             | Pays        | Équipe                             | Temps           |
| 1er | Alessandro Petacchi | Italie      | Fassa Bortolo                      | 3 h 24 min 17 s |
| 2e | Marco Zanotti       | Italie      | Vini Caldirola-Nobili Rubinetterie | + 0 s           |
| 3e | Andris Naudužs      | Lettonie    | Domina Vacanze                     | + 0 s           |
| 4e | Magnus Bäckstedt    | Suède       | Alessio-Bianchi                    | + 0 s           |
| 5e | Alejandro Borrajo   | Argentine   | Ceramica Panaria-Margres           | + 0 s           |
| 6e | Ján Svorada         | Tchéquie    | Lampre                             | + 0 s           |
| 7e | Aliaksandr Usau     | Biélorussie | Phonak Hearing Systems             | + 0 s           |
| 8e | Olaf Pollack        | Allemagne   | Gerolsteiner                       | + 0 s           |
| 9e | Simone Cadamuro     | Italie      | De Nardi-Piemme Telekom            | + 0 s           |
| 10e | Manuele Mori        | Italie      | Saunier Duval-Prodir               | + 0 s           |

## Classement général
L'étape s'étant terminé au sprint, pas de changement au classement général de l'épreuve. L'Italien Damiano Cunego (Saeco) porte toujours le maillot rose de leader. Il devance son coéquipier et compatriote Gilberto Simoni de dix secondes et Franco Pellizotti (Alessio-Bianchi) de vingt-huit secondes.
| \| Classement général \| Classement général \| Classement général \| Classement général \| Classement général \| \| Coureur \| Coureur \| Pays \| Équipe \| Temps \| \| ------------------ \| ------------------ \| ------------------ \| ---------------------------------- \| ------------------ \| \| 1er \| Damiano Cunego \| Italie \| Saeco \| 45 h 23 min 32 s \| \| 2e \| Gilberto Simoni \| Italie \| Saeco \| + 10 s \| \| 3e \| Franco Pellizotti \| Italie \| Alessio-Bianchi \| + 28 s \| \| 4e \| Yaroslav Popovych \| Ukraine \| Landbouwkrediet-Colnago \| + 40 s \| \| 5e \| Giuliano Figueras \| Italie \| Ceramica Panaria-Margres \| + 52 s \| \| 6e \| Stefano Garzelli \| Italie \| Vini Caldirola-Nobili Rubinetterie \| + 1 min 15 s \| \| 7e \| Andrea Noè \| Italie \| Alessio-Bianchi \| + 1 min 17 s \| \| 8e \| Serhiy Honchar \| Ukraine \| De Nardi-Piemme Telekom \| + 1 min 17 s \| \| 9e \| Dario Cioni \| Italie \| Fassa Bortolo \| + 1 min 19 s \| \| 10e \| Eddy Mazzoleni \| Italie \| Saeco \| + 1 min 29 s \| |                   |         |                                    |                  |
| |                   |         |                                    |                  |
| |                   |         |                                    |                  |
| Classement général |                   |         |                                    |                  |
| Coureur | Coureur           | Pays    | Équipe                             | Temps            |
| 1er | Damiano Cunego    | Italie  | Saeco                              | 45 h 23 min 32 s |
| 2e | Gilberto Simoni   | Italie  | Saeco                              | + 10 s           |
| 3e | Franco Pellizotti | Italie  | Alessio-Bianchi                    | + 28 s           |
| 4e | Yaroslav Popovych | Ukraine | Landbouwkrediet-Colnago            | + 40 s           |
| 5e | Giuliano Figueras | Italie  | Ceramica Panaria-Margres           | + 52 s           |
| 6e | Stefano Garzelli  | Italie  | Vini Caldirola-Nobili Rubinetterie | + 1 min 15 s     |
| 7e | Andrea Noè        | Italie  | Alessio-Bianchi                    | + 1 min 17 s     |
| 8e | Serhiy Honchar    | Ukraine | De Nardi-Piemme Telekom            | + 1 min 17 s     |
| 9e | Dario Cioni       | Italie  | Fassa Bortolo                      | + 1 min 19 s     |
| 10e | Eddy Mazzoleni    | Italie  | Saeco                              | + 1 min 29 s     |

## Classements annexes
| Classement par points | Classement par points | Classement par points | Classement par points              | Classement par points |
| Coureur               | Coureur               | Pays                  | Équipe                             | Points                |
| --------------------- | --------------------- | --------------------- | ---------------------------------- | --------------------- |
| 1er                   | Alessandro Petacchi   | Italie                | Fassa Bortolo                      | 150 pts               |
| 2e                    | Olaf Pollack          | Allemagne             | Gerolsteiner                       | 86 pts                |
| 3e                    | Marco Zanotti         | Italie                | Vini Caldirola-Nobili Rubinetterie | 85 pts                |
| 4e                    | Robbie McEwen         | Australie             | Lotto-Domo                         | 81 pts                |
| 5e                    | Damiano Cunego        | Italie                | Saeco                              | 70 pts                |

| Classement par points | Classement par points | Classement par points | Classement par points              | Classement par points |
| Coureur               | Coureur               | Pays                  | Équipe                             | Points                |
| --------------------- | --------------------- | --------------------- | ---------------------------------- | --------------------- |
| 1er                   | Alessandro Petacchi   | Italie                | Fassa Bortolo                      | 150 pts               |
| 2e                    | Olaf Pollack          | Allemagne             | Gerolsteiner                       | 86 pts                |
| 3e                    | Marco Zanotti         | Italie                | Vini Caldirola-Nobili Rubinetterie | 85 pts                |
| 4e                    | Robbie McEwen         | Australie             | Lotto-Domo                         | 81 pts                |
| 5e                    | Damiano Cunego        | Italie                | Saeco                              | 70 pts                |

| Classement de la montagne | Classement de la montagne | Classement de la montagne | Classement de la montagne | Classement de la montagne |
| Coureur                   | Coureur                   | Pays                      | Équipe                    | Points                    |
| ------------------------- | ------------------------- | ------------------------- | ------------------------- | ------------------------- |
| 1er                       | Damiano Cunego            | Italie                    | Saeco                     | 28 pts                    |
| 2e                        | Fabian Wegmann            | Allemagne                 | Gerolsteiner              | 23 pts                    |
| 3e                        | Gilberto Simoni           | Italie                    | Saeco                     | 16 pts                    |
| 4e                        | Alexandre Moos            | Suisse                    | Phonak Hearing Systems    | 14 pts                    |
| 5e                        | Franco Pellizotti         | Italie                    | Alessio-Bianchi           | 12 pts                    |

| Classement de la montagne | Classement de la montagne | Classement de la montagne | Classement de la montagne | Classement de la montagne |
| Coureur                   | Coureur                   | Pays                      | Équipe                    | Points                    |
| ------------------------- | ------------------------- | ------------------------- | ------------------------- | ------------------------- |
| 1er                       | Damiano Cunego            | Italie                    | Saeco                     | 28 pts                    |
| 2e                        | Fabian Wegmann            | Allemagne                 | Gerolsteiner              | 23 pts                    |
| 3e                        | Gilberto Simoni           | Italie                    | Saeco                     | 16 pts                    |
| 4e                        | Alexandre Moos            | Suisse                    | Phonak Hearing Systems    | 14 pts                    |
| 5e                        | Franco Pellizotti         | Italie                    | Alessio-Bianchi           | 12 pts                    |

| Classement Intergiro | Classement Intergiro | Classement Intergiro | Classement Intergiro         | Classement Intergiro |
|                      | Coureur              | Pays                 | Équipe                       | Temps                |
| -------------------- | -------------------- | -------------------- | ---------------------------- | -------------------- |
| 1er                  | Crescenzo D'Amore    | Italie               | Acqua & Sapone-Caffè Mokambo | en 27 h 54 min 47 s  |
| 2e                   | Marlon Pérez         | Italie               | Colombia-Selle Italia        | + 16 s               |
| 3e                   | Aart Vierhouten      | Colombie             | Lotto-Domo                   | + 18 s               |
| 4e                   | Mariano Piccoli      | Pays-Bas             | Lampre                       | + 19 s               |
| 5e                   | Robert Förster       | Allemagne            | Gerolsteiner                 | + 23 s               |
| modifier             |                      |                      |                              |                      |

| Classement par équipes | Classement par équipes         | Classement par équipes | Classement par équipes |
| Équipe                 | Équipe                         | Pays                   | Temps                  |
| ---------------------- | ------------------------------ | ---------------------- | ---------------------- |
| 1re                    | Saeco                          | Italie                 | 135 h 45 min 48 s      |
| 2e                     | Alessio-Bianchi                | Italie                 | + 1 min 51 s           |
| 3e                     | Lampre                         | Italie                 | + 5 min 13 s           |
| 4e                     | Ceramica Panaria-Margres       | Italie                 | + 11 min 42 s          |
| 5e                     | Acqua & Sapone - Caffè Mokambo | Italie                 | + 8 min 16 s           |

| Classement par équipes | Classement par équipes         | Classement par équipes | Classement par équipes |
| Équipe                 | Équipe                         | Pays                   | Temps                  |
| ---------------------- | ------------------------------ | ---------------------- | ---------------------- |
| 1re                    | Saeco                          | Italie                 | 135 h 45 min 48 s      |
| 2e                     | Alessio-Bianchi                | Italie                 | + 1 min 51 s           |
| 3e                     | Lampre                         | Italie                 | + 5 min 13 s           |
| 4e                     | Ceramica Panaria-Margres       | Italie                 | + 11 min 42 s          |
| 5e                     | Acqua & Sapone - Caffè Mokambo | Italie                 | + 8 min 16 s           |